# Vrana (Cres)
Pour les articles homonymes, voir Vrana.
Vrana est une localité de Croatie située dans la municipalité de Cres, dans le comitat de Primorje-Gorski Kotar. En 2001, la localité comptait 16 habitants.

## Démographie
| 1948 | 1953 | 1961 | 1971 | 1981 | 1991 | 2001 |
| ---- | ---- | ---- | ---- | ---- | ---- | ---- |
| 47   | 45   | 36   | 41   | 27   | 20   | 16   |